# Tuulikki (mythologie)
Tuulikki est selon les récits du Kalevala un esprit ou une déesse de la forêt de la mythologie finnoise, elle est la fille de Tapio et de Mielikki. Déesse des animaux de la forêt, elle est invoquée pour assurer abondance et fortune lors des journées de chasse.